# Andage
Andage (ou Andagina ou Andaïna) é uma vila belga da região das Ardenas, junto a um riacho de mesmo nome e que foi morada de Santo Humberto (ou Huberto).
No século VII os restos mortais de Humberto foram trasladados para o mosteiro de Andage - a Abadia de Santo Humberto. Após sua morte, durante a Idade Média, passou a ser ponto de peregrinação para os que haviam sido vitimados pela raiva, na esperança de um milagre; ali os monges repetiam a fórmula, em latim: "Per merita Dionisii et Huberti sanet te Dominus".